# MinaCelentano — The Complete Recordings
MinaCelentano — The Complete Recordings — сборник итальянских исполнителей Мины и Адриано Челентано, релиз которого состоялся 26 ноября 2021 года на лейблах PDU, Clan Celentano и Sony Music.

## Предыстория и релиз
Выход сборника приурочен к двадцатипятилетнему юбилею первого совместного альбома Мины и Челентано — Mina Celentano, релиз которого состоялся в 1998 году, пластинка имела оглушительный успех, достигнув вершины итальянского хит-парада и получив две платиновых сертификации. В 2016 году они выпустили ещё один студийный альбом — Le migliori, который смог повторить успех предшественника и даже превзошёл его, получив семь платин. В целом, это уже четвёртый полноформатный релиз дуэта. На сборнике представлено 17 лучших композиций из двух студийных альбомов, песня «Eva» из сборника 2017 года Tutte le migliori, а также абсолютно новая песня под названием «Niente è andato perso».
О выходе нового сборника пары было объявлено 12 ноября 2021 года, тогда же был открыт официальный предзаказ физических копий. Альбом будет выпущен в нескольких вариантах: в цифровом формате, на компакт-дисках и на виниловых пластинках, ко всем изданиями (кроме стандартного хардковер-диска) будет прилагаться уникальная фотокнига с неизданными ранее фото артистов. Выход сборника в цифровом формате и на кардкоер-дисках состоится 26 ноября 2021 года, релиз на других носителях — 10 декабря.
24 ноября на Milano Music Week эксклюзивно были представлены песня и видеоклип «Niente è andato perso», а 26 ноября песня была отправлена в качестве сингла на итальянские радиостанции и стала доступна в цифровом варианте.

## Список композиций
| №   | Название                               | Автор(ы)                              | Длительность |
| --- | -------------------------------------- | ------------------------------------- | ------------ |
| 1.  | «Niente è andato perso»                | Фабио Илаква                          | 4:10         |
| 2.  | «Eva»                                  | Андреа Галло, Луиджи Де Ренцо         | 5:12         |
| 3.  | «A un passo da te»                     | Фабио Илаква                          | 4:31         |
| 4.  | «Brivido felino»                       | Паоло Аудино, Стефано Ченчи           | 3:43         |
| 5.  | «Ma che ci faccio qui»                 | Пьетро Палетти                        | 4:01         |
| 6.  | «Acqua e sale»                         | Джованни Донцелли, Винченцо Леомпорро | 4:40         |
| 7.  | «Amami amami»                          | Риккардо Синигалья, Идан Райхель      | 3:18         |
| 8.  | «È l’amore»                            | Андреа Мингарди, Маурицио Тирелли     | 3:39         |
| 9.  | «Io non volevo»                        | Адриано Челентано                     | 4:08         |
| 10. | «Come un diamante nascosto nella neve» | Марко Бруни                           | 3:46         |

| №  | Название                 | Автор(ы)                                          | Длительность |
| -- | ------------------------ | ------------------------------------------------- | ------------ |
| 1. | «Specchi riflessi»       | Джованни Донцелли, Винченцо Леомпорро             | 4:57         |
| 2. | «Che t’aggia di’»        | Адриано Челентано                                 | 5:08         |
| 3. | «Non mi ami»             | Федерико Спаньоли                                 | 3:59         |
| 4. | «Messaggio d’amore»      | Массимилиано Пани                                 | 2:36         |
| 5. | «Sempre sempre sempre»   | Луиджи Албертелли, Энрико Риккарди                | 4:46         |
| 6. | «Se mi ami davvero»      | Мондо Марчо                                       | 3:42         |
| 7. | «Ti lascio amore»        | Тото Кутуньо, Марио Кулотта, Фабрицио Берлинчиони | 5:13         |
| 8. | «Sono le tre»            | Лука Рустичи, Филиппе Леон                        | 3:47         |
| 9. | «Dolce fuoco dell’amore» | Джулия Фасолино                                   | 4:39         |

## Чарты
| Чарт (2021)                | Высшая позиция |
| -------------------------- | -------------- |
| Италия (Classifica album)  | 10             |
| Италия (Classifica vinili) | 3              |